# Hamilton Jukes
Pour les articles homonymes, voir Jukes.
Hamilton Dawson Jukes (né le 28 mai 1895 à Winnipeg, mort le 8 janvier 1951 à San Diego) est un joueur britannique de hockey sur glace.

## Biographie
Jukes grandit à Winnipeg, où il apprend le hockey sur glace.
Après sa carrière militaire, il devient ingénieur dans l'industrie pétrolière, ce qui lui donne l'occasion de longues présences en Amérique du Sud (Pérou, Colombie). Il occupe un poste de responsable des ventes en Californie au moment de sa mort, un suicide par balle.

## Carrière

### Militaire
En mars 1916, il s'engage pour le service militaire et intègre le Corps expéditionnaire canadien et le Lord Strathcona's Horse. On l'envoie au Royaume-Uni puis sur le front occidental. Avec le grade de lieutenant, devenu invalide pour le combat en 1917, il s'installe à Newcastle upon Tyne.

### Sportive
Hamilton Jukes participe au match de sélection de l'équipe de Grande-Bretagne pour les Jeux olympiques le 30 novembre 1923 avec l'équipe "Rest of England" et marque un but.
Il fait partie de l'équipe nationale de Grande-Bretagne qui remporte la médaille de bronze aux Jeux olympiques de 1924 à Chamonix,,. Jukes marque deux fois lors du premier match britannique, une victoire 19 à 3 contre la Belgique, ce sont les seuls buts qu'il marque lors de son seul tournoi international.